# Кёни (Латвия)

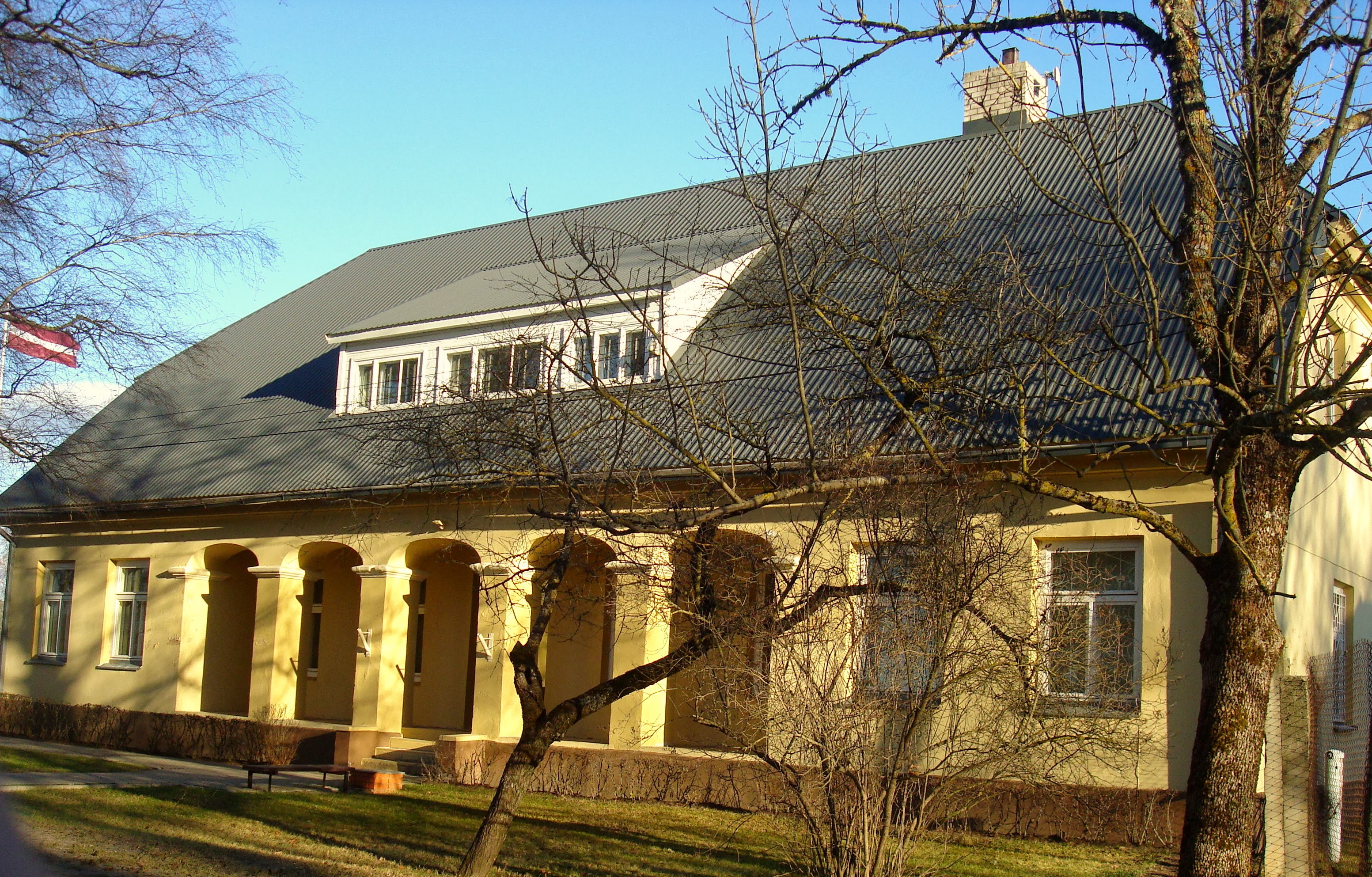
Библиотека

Кёни (латыш. Ķoņi) — населённый пункт в Валмиерском крае Латвии. Административный центр Кёнской волости. Находится у региональной автодороги P17 (Валмиера — Руйиена — эстонская граница). Расстояние до города Валмиера составляет около 52 км. По данным на 2000 год, в населённом пункте проживало 85 человек.

## История
Населённый пункт возник у бывшего поместья Кёни (Кёнигсхоф).
В советское время населённый пункт был центром Кёньского сельсовета Валмиерского района.
В Кёни родился граф Герман Александр фон Кайзерлинг (1880—1946) — немецкий философ и писатель.